# Трюфелі

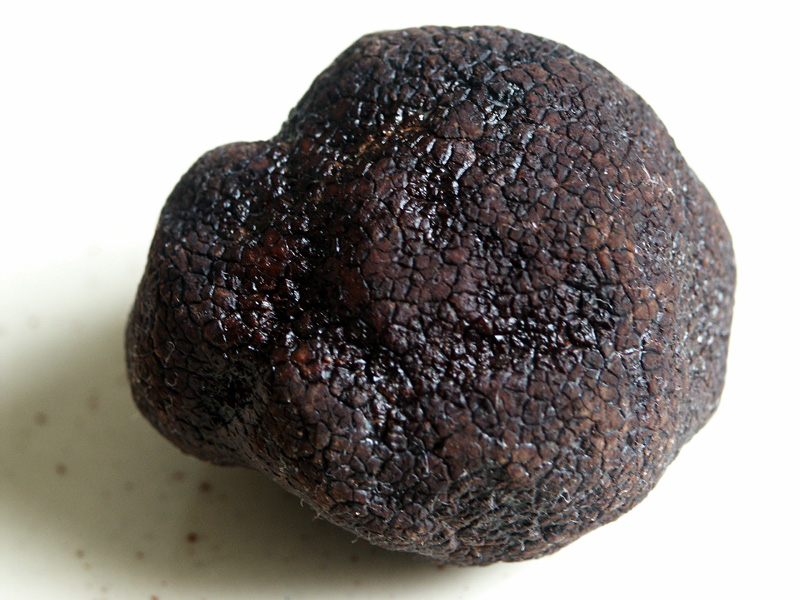
Плодове тіло чорного трюфеля

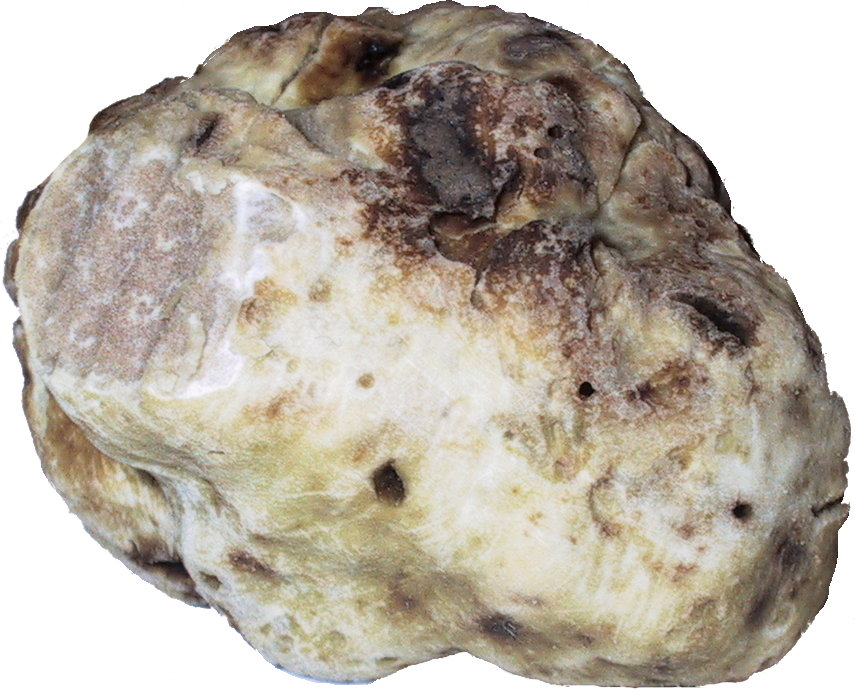
Плодове тіло білого трюфеля

Трю́фелі — плодові тіла підземного гриба аскоміцета, представника роду лат. Tuber. Деякі види трюфелів високо цінуються як харчовий продукт. Французький гурман Брийя-Саварен у своєму трактаті «Фізіологія смаку» (1825) назвав трюфелі «діамантом кухні»..

## Етимологія
Термін трюфель, очевидно, походить від латинського слова «бульба» (лат. tuber), що означає «пухлину» або «шишку», яке трансформувалося в трюфель і породило різні варіанти у мовах країн Європи: тартюф італійською (італ. tartufo), фр. truffe, ісп. trufa, босн. tartuf, дан. trøffel, нім. Trüffel, швед. tryffel, нід. truffel, пол. trufla, серб. тартуф, хорв. tartuf. Португальською мовою слова порт. trufa і порт. túbera є синонімами, причому останнє ближче до латинського терміна. Крім того,  німецьке слово «картопля» (нім. Kartoffel) походить від італійського через віддалену схожість.

## Біологія

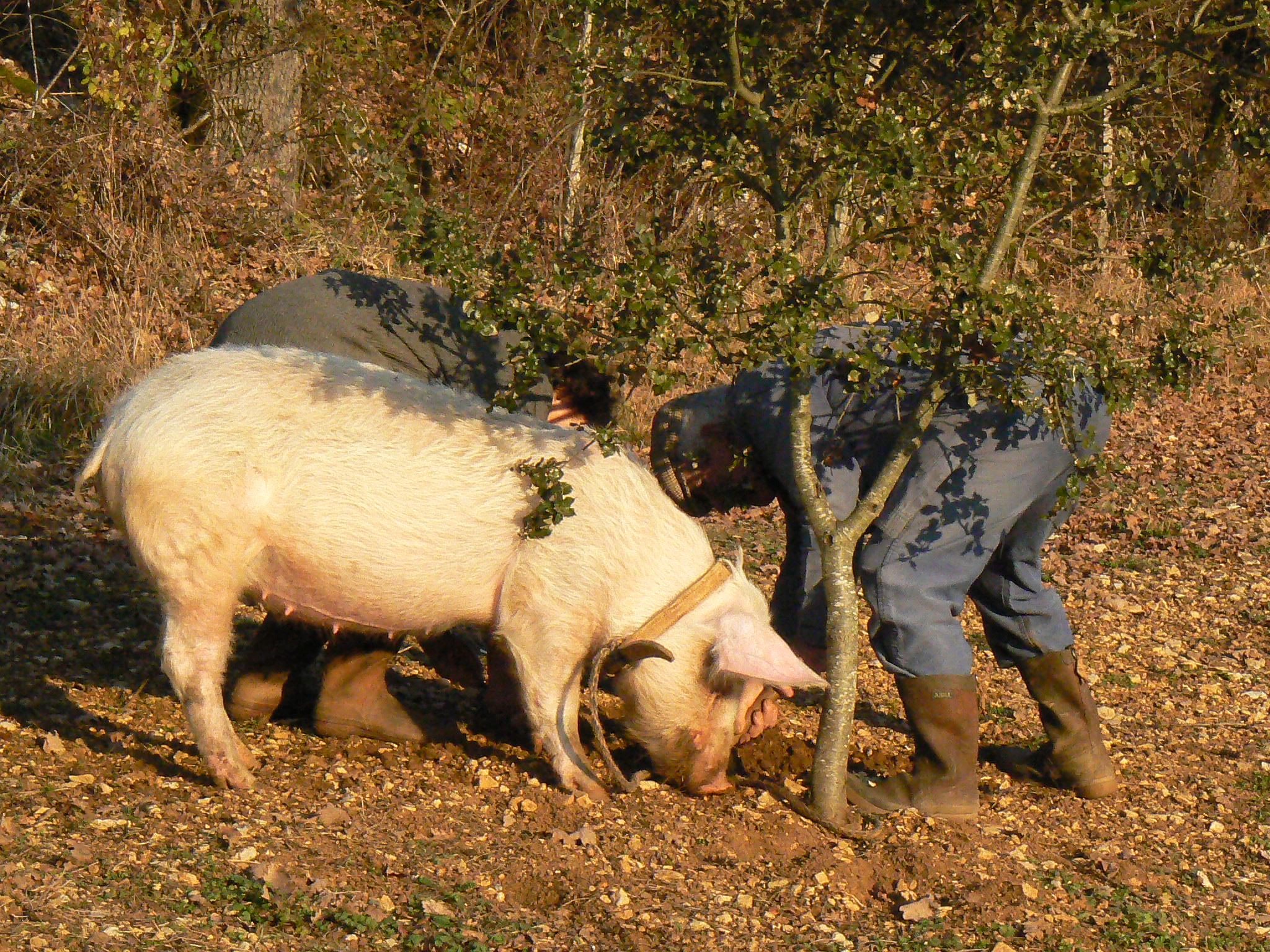
Навчена свиня (ліворуч) шукає трюфелі (Жиньяк, Франція)

Міцелій трюфелів є формою симбіотичних відносин гриба з коренями деяких видів дерев (наприклад, бук, тополя, дуб, береза, граб, ліщина і сосна). Трюфелі надають перевагу добре дренованим глинистим або вапняним ґрунтам з нейтральним або лужним средовищем. Плодові тіла трюфеля, залежно від виду, утворюються цілий рік і можуть бути виявлені під опалим листям або безпосередньо в ґрунті.

## Філогенетика
Філогенетика і біогеографія трюфелів була досліджена у 2008 році з використанням методики англ. Internal transcribed spacer (ITS) зіставлено ядерну ДНК з п'ятьма великими кладами (лат. Aestivum, лат. Excavatum, лат. Rufum, лат. Melanosporum і лат. Puberulum). У 2010 році наукове дослідження кладограми було покращено і розширено з використанням великих  субодиниць (ЛДУ)  мітохондріальної ДНК дев'яти великих клад. На відміну від лат. Aestivum клади лат. Magnatum і лат. Macrosporum стосовно сестринської спорідненості виявились ближчими. Кладу лат. Gibbosum було відокремоено від решти досліджуваних клад, а кладу лат. Spinoreticulatum було відокремлено від клади лат. Rufum.

## Пошук трюфелів

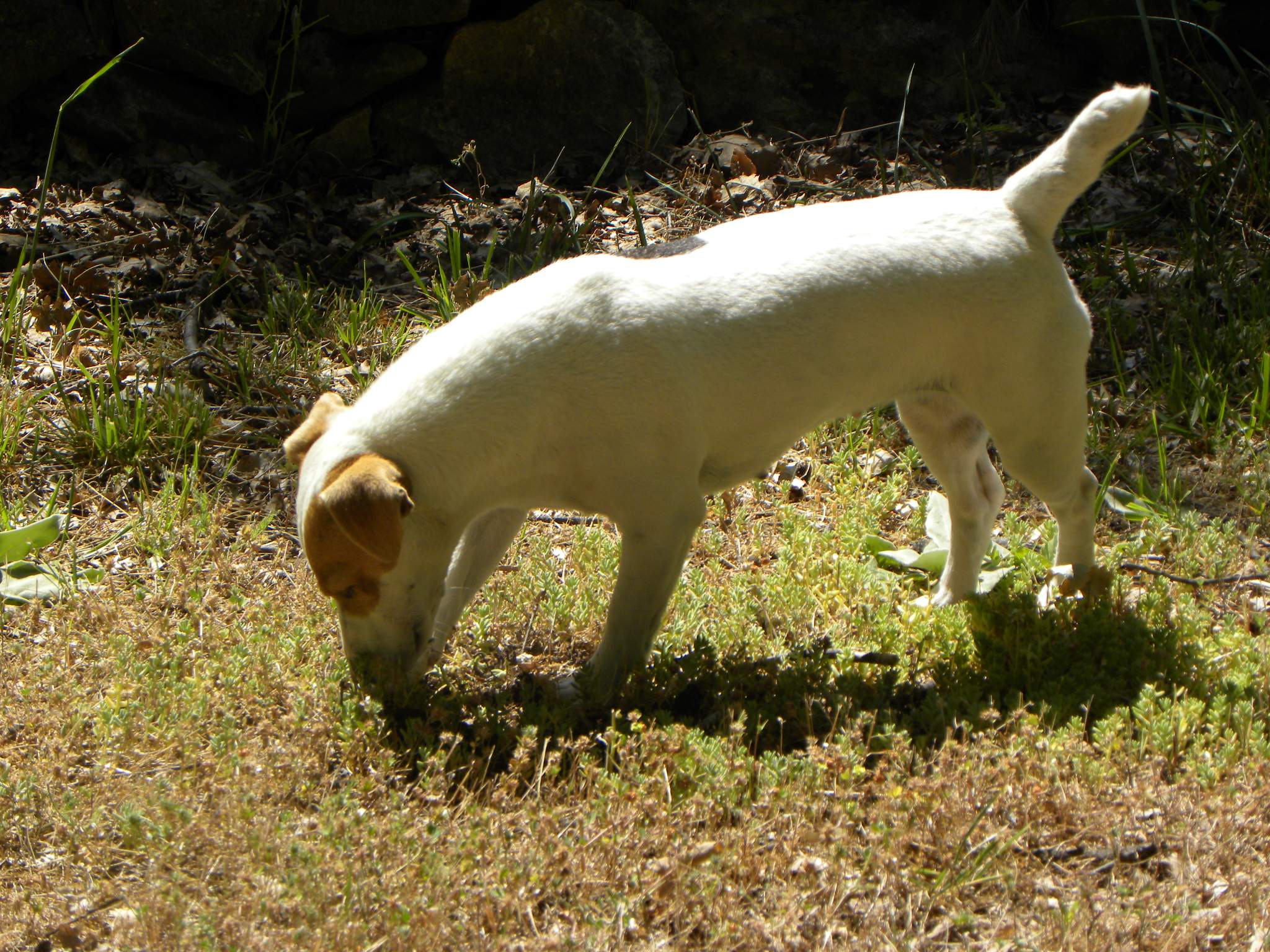
Навчена собака шукає трюфелі (Мон, Франція)

Лаготто-романьоло — єдина визнана у всьому світі порода собак, яка завдяки видатному чуттю використовується для пошуку трюфелів (хоча, теоретично, представника будь-якої іншої породи можна навчити цьому).